# Anschluss
| 0. Lengyel–ukrán háború                                  | 1918. | 11. 01. - 1919. 07. 18.  |
| 1. Versailles-i békeszerződés                            | 1919. |                          |
| 2. Lengyel–szovjet háború                                | 1919. | 02. 14. - 1921. 03. 18.  |
| 3. Trianoni békeszerződés                                | 1920. |                          |
| 4. Rapallói egyezmény                                    | 1920. | november 12.             |
| 5. Francia–lengyel katonai szövetség (en)                | 1921. | február 16.              |
| 6. Rigai béke (en)                                       | 1921. | március 18.              |
| 7. Menetelés Rómába                                      | 1922. | október 28 - 29.         |
| 8. Korfui összetűzés (olasz-görög) (en)                  | 1923. | aug. - szept.            |
| 9. Müncheni sörpuccs                                     | 1923. | november 8.              |
| 10. A Ruhr-vidék francia–belga megszállása (en)          | 1923. | - 1925.                  |
| 11. Libia megszállása - Második olasz–líbiai háború (en) | 1923. | - 1932.                  |
| 12. Mein Kampf (Harcom) megjelenése                      | 1925. |                          |
| 13. Dawes-terv (en)                                      | 1924. |                          |
| 14. Locarnói egyezmény                                   | 1925. | december 01.             |
| 15. Young-terv (en)                                      | 1929. |                          |
| 16. Nagy gazdasági világválság                           | 1929. | október 24. – 1941.      |
| 17. Mandzsúria japán lerohanása (en)                     | 1931. | 09. 18. - 1932. 02. 26.  |
| 18. Mandzsukuo megszállása                               | 1931  | – 1942.                  |
| 19. Sanghaj-i január 28-i összetűzés (en)                | 1932. | 01. 28. – 03. 03.        |
| 20. Szovjet–lengyel megnemtámadási egyezmény             | 1932. | július 25.               |
| 21. Genfi leszerelési világértekezlet (en)               | 1932. | 02.02. - 1934.06.11.     |
| 22. Első hopeji hadjárat/A nagy fal védelme (en)         | 1933. | 01.01 - 05.31.           |
| 23. Belső-mongóliai hadjárat (en)                        | 1933. | - 1936.                  |
| 24. Hitler lesz a kormányfő és az államfő is egyben      | 1933. | - 1934.                  |
| 25. A tanggui fegyverszünet (en)                         | 1933. | május 31.                |
| 26. Németország újrafelfegyverzése elindul (en)          | 1933. | július 12.               |
| 27. Olasz–szovjet egyezmény (en)                         | 1933. | szeptember 2.            |
| 28. Belső-mongóliai hadjárat (en)                        | 1933. | ápr.- 1936. dec.         |
| 29. Németország elhagyta a leszerelési értekezletet (en) | 1933. | október 14.              |
| 30. Németország kilép a Nemzetek Szövetségéből (en)      | 1933. | okt. 19. - nov. 12.      |
| 31. Német–lengyel megnemtámadási egyezmény               | 1934. | január 26.               |
| 32. A Saar-vidéki népszavazás/visszatérés Németországhoz | 1935. | január 13.               |
| 33. Kötelező sorozás kezdődik Németországban újra (en)   | 1935. | március 16.              |
| 34. Francia–szovjet segítségnyújtási szerződés (en)      | 1935. | május 2.                 |
| 35. Szovjet–csehszlovák segítségnyújtási szerződés (en)  | 1935. | május 16.                |
| 36. He-Umezu egyezmény (en)                              | 1935. | 06. 10. - 1937. 07. 07.  |
| 37. Angol–német tengerészeti egyezmény (en)              | 1935. | június 18.               |
| 38. December 9-i megmozdulások Pekingben (en)            | 1935. | december 9.              |
| 39. Második olasz–etióp háború (abesszíniai háború)      | 1935. | 10. 3.- 1937. 02. 19.    |
| 40. A Rajna-vidéki bevonulás (en)                        | 1936. | március 7.               |
| 41. Spanyol polgárháború kezdete                         | 1936. | júl. 17. - 1939. ápr. 1. |
| 42. A Berlin–Róma-tengely (német–olasz egyezmény)        | 1936. | október 27.              |
| 43. Antikomintern paktum                                 | 1936. | november 25.             |
| 44. Suiyuan hadjárat (en)                                | 1936. | október - november       |
| 45. Hsziani válság (en)                                  | 1936. | december 12-26.          |
| 46. Második kínai–japán háború                           | 1937. | - 1945.                  |
| 47. A USS Panay-incidens (en)                            | 1937. | december 12.             |
| 48. Ausztria bekebelezése (Anschluss)                    | 1938. | március 12.              |
| 49. Májusi válság (német–cseh határ) (en)                | 1938. | május 19 - 23.           |
| 50. Haszan-tavi csata/Csangkufengi összecsapás           | 1938. | júl. 29. - aug. 11.      |
| 51. Német–csehszlovák kisháború (Ordnersgruppe) (en)     | 1938. | szeptember 16 - 17.      |
| 52. Müncheni egyezmény                                   | 1938. | szeptember 29.           |
| 53. A Szudéta-vidék Birodalomhoz csatolása (en)          | 1938. | október 01 - 10.         |
| 54. Első bécsi döntés                                    | 1938. | november 02.             |
| 55. A Szlovák Köztársaság kikiáltása                     | 1939. | március 14.              |
| 56. Csehszlovákia német megszállása (en)                 | 1939. | március 15.              |
| 57. Litvánia náci megfenyegetése, Memel elcsatolása (en) | 1939. | március 20 - 22.         |
| 58. Magyar–szlovák kis háború                            | 1939. | március 23 - 31.         |
| 59. A spanyol polgárháború végső hadműveletei (en)       | 1939. | március 26. - április 1. |
| 60. Danzigi válság (en)                                  | 1939. | március - augusztus      |
| 61. Angol függetlenségi garancia Lengyelországnak (en)   | 1939. | március 31.              |
| 62. Albánia olasz lerohanása (en)                        | 1939. | április 7-12.            |
| 63. Szovjet–angol–francia tárgyalások Moszkvában (en)    | 1939. | ápr. 15.- aug. 21.       |
| 64. Német–olasz barátsági és katonai szerződés           | 1939. | május                    |
| 65. Halhín-goli csata                                    | 1939. | május - szeptember       |
| 66. Molotov–Ribbentrop szerződés                         | 1939. | augusztus 23.            |
| 67. Lengyelország német lerohanása                       | 1939. | szept. 1. - okt. 6.      |

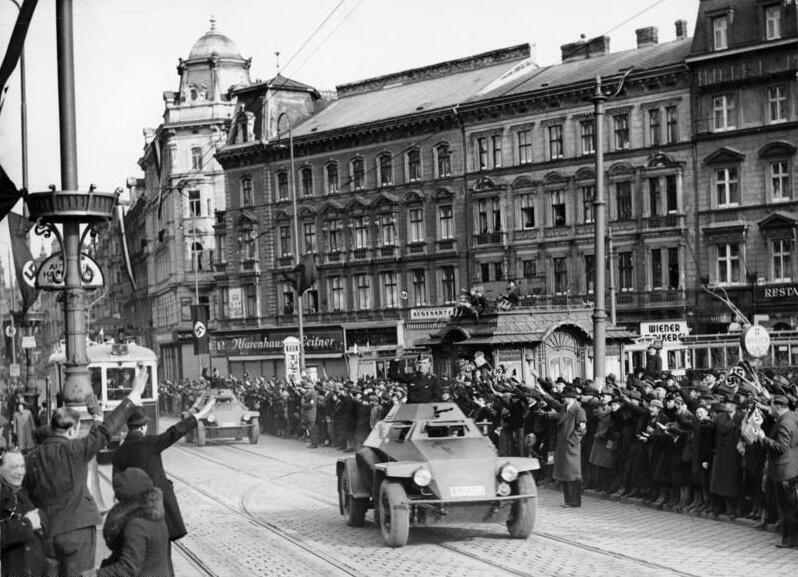
Német csapatok bevonulása Bécsbe

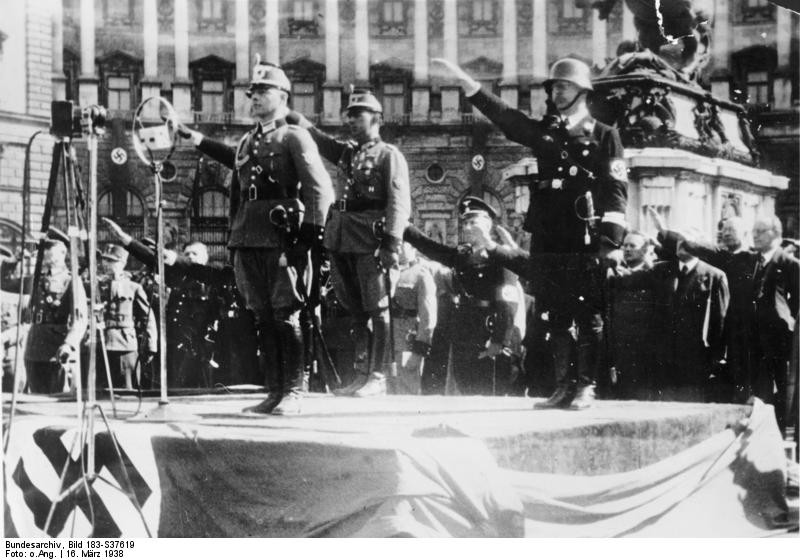
Az osztrák rendőrök felesketése Hitlerre (Bécs)

Az Anschluss (Anschluß) Ausztriának a Harmadik Birodalomhoz való csatolásának neve volt a német nemzetiszocialista uralom alatt. 1938. március 12-én a német hadsereg, a Wehrmacht bevonult Ausztriába, ám harcokra nem került sor. Részben azért, mert Németország előzőleg politikai nyomást gyakorolt az 1934 óta diktatúrában élő országra, részben pedig azért, mert március 11-én Bécsben az osztrák náci párt megbuktatta az osztrák ausztrofasiszta kormányt. Az Anschlusst kimondó törvényt 1938. március 13-án fogadták el, annak ellenére, hogy ezt a versailles-i békeszerződés szigorúan megtiltotta, az Ausztriára kiszabott békefeltételeket pedig annak idején azért enyhítették, hogy az ország ne döntsön az egyesülés mellett. Az Anschluss értelmében Ausztria független államként megszűnt létezni egészen 1945. április 27-éig, amikor is felállítottak egy ideiglenes osztrák kormányt, amelyet a szövetségesek is elismertek.
Az Anschluss volt az első lépés Hitler egyik legfontosabb külpolitikai törekvésében, a Harmadik Birodalom határainak kiterjesztésében. Ausztria Német Birodalomhoz történő csatolása és az azt megerősítő népszavazás megelőzte a Szudétavidék és Csehszlovákia megszállását, illetve Lengyelország 1939-es megtámadását, amely a második világháború kirobbanásához vezetett.

## Története

### Előzmények
Az első világháborút lezároló versailles-i békeszerződés megtiltotta, hogy a Német Birodalom az Osztrák–Magyar Monarchia felbomlása után megmaradt Ausztriával egyesüljön, ezt az egyesülést nevezték németül Anschlussnak.
Adolf Hitler 1933-as hatalomátvétele után a német külpolitikai törekvések egyértelműen a versailles-i békeszerződés érvénytelenítését célozták meg. Hitler már az 1920-as években felvázolta külpolitikai programját, melynek célkitűzése az volt, hogy egy államban egyesítse az első világháborút követően megmaradt Német Birodalom területén kívül élő németeket. Hitler számára a szülőországával, Ausztriával való egyesülés különösen fontos volt. Ezt bizonyítja az is, hogy már a Mein Kampf első oldalán követelte:
„Német-Ausztriának ismét egyesülnie kell a nagy német anyaországgal, éspedig nem holmi gazdasági ok miatt! Nem! Ennek az egyesülésnek még akkor is be kell következnie, ha az gazdaságilag közömbös vagy akár káros lenne, be kell következnie a vérségi kötelékeknél fogva.” — Adolf Hitler, Mein Kampf

### Népszavazási kísérlet

#### Előkészületek

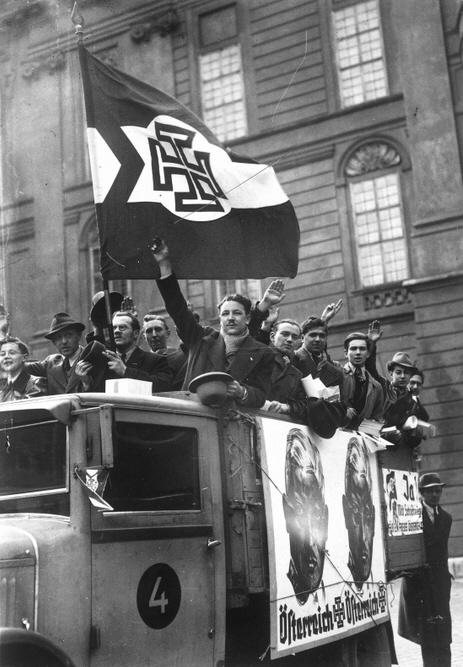
Schuschnigg függetlenségi népszavazási kampánya márciusban

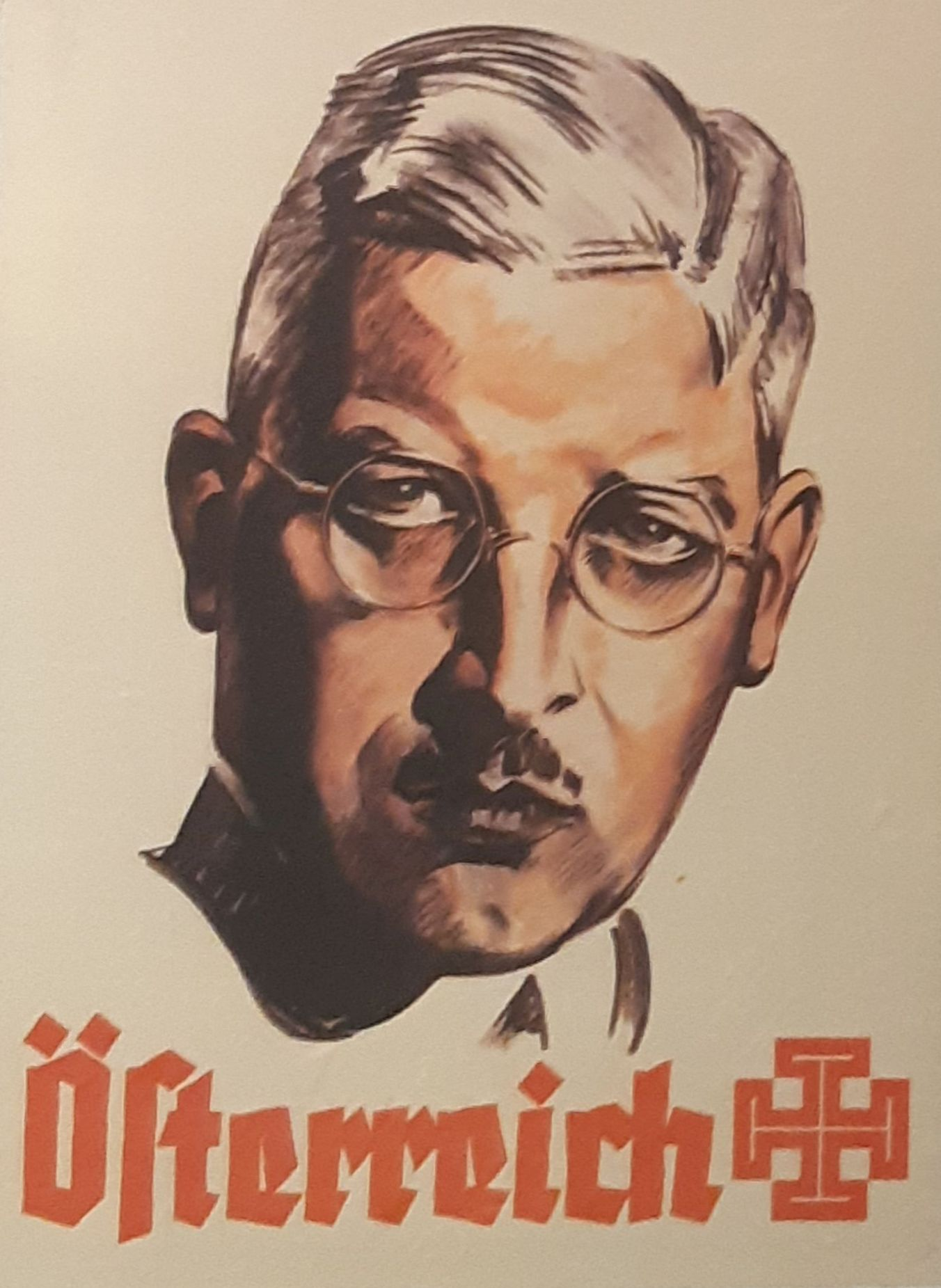
Kurt Schuschnigg, az ausztrofasiszta diktatúra vezetője

1938. február 12-én Berchtesgaden-ben Adolf Hitler személyesen találkozott Kurt Schuschnigg osztrák szövetségi kancellárral, hogy az 1936 júliusában megkötött szerződésük valamennyi pontjának maradéktalanul történő betartatását kikényszerítse. A 1936-os szerződésben többek között az ausztrofasiszta Ausztriában letartóztatott nácik amnesztiájáról, a két állam egyesülését támogatók közös politikai felelősségéről és az osztrák szövetségi kancellár úgynevezett „német politikájáról” esett szó. Schuschnigg a találkozón megpróbált kihátrálni a szerződésből, de Hitler nem engedett neki, így az osztrák szövetségi kancellár beleegyezett a Hitler által kért amnesztia kihirdetésébe, továbbá engedett abban is, hogy egy Hitlerhez közel álló személyt, Arthur Seyß-Inquartot bevegye a kormányába.
Csupán egy hónappal a berchtesgadeni tárgyalások után növekvő német nyomásra és az osztrák kormány hatalmának erőteljesen megrendülése következtében Schuschnigg elhatározta, hogy népszavazás alá bocsátja Ausztria függetlenségének kérdését. Az osztrák kancellár elképzelése az volt, hogy ezzel hosszabb időre tiszta helyeztet teremt Ausztria és Németország között. A népszavazást különféle felismerések tették szükségessé. Ezek között a legfontosabb az volt, hogy a berchtesgadeni megállapodások nem szolgálhattak alapul a két fél (a Német Birodalom és Ausztria) kapcsolatainak megnyugtató rendezéséhez, mivel Németország a korábbi megegyezésekhez hasonlóan ezt is pusztán kiindulópontnak tekintette a további engedmények elérése számára. Az is siettette Schuschnigg tervének megvalósítását, hogy az utóbbi hónapokban a nemzetiszocialisták feltűnő aktivizálódásba kezdtek. A kancellár úgy számított, hogy a kiírandó szavazáson az osztrák nép többsége a függetlenség megőrzése mellett fog voksolni, ezzel semmissé téve azt a németek által propagált nézetet, amely szerint az osztrákok túlnyomó része a csatlakozást óhajtja. Az osztrák szövetségi kancellár a népszavazással továbbá Ausztria külpolitikai helyzetében is kedvező változást szeretett volna előidézni. Úgy vélte, ezzel kifejeződik az osztrák állam önállósági akarata, és lelepleződik a német politika agresszív jellege.
Az előkészítéssel kapcsolatos első megbeszélés már március 4-én lezajlott. Schuschnigg, Zernatto, Pernter és Stockinger abban állapodtak meg, hogy a népszavazást a lehetőségekhez képest mielőbb le kell rendezni. A tanácskozáson a választási korhatárt 24 évre emelték, mivel igyekeztek kizárni abból a nemzetiszocializmussal szimpatizáló fiatalságot.

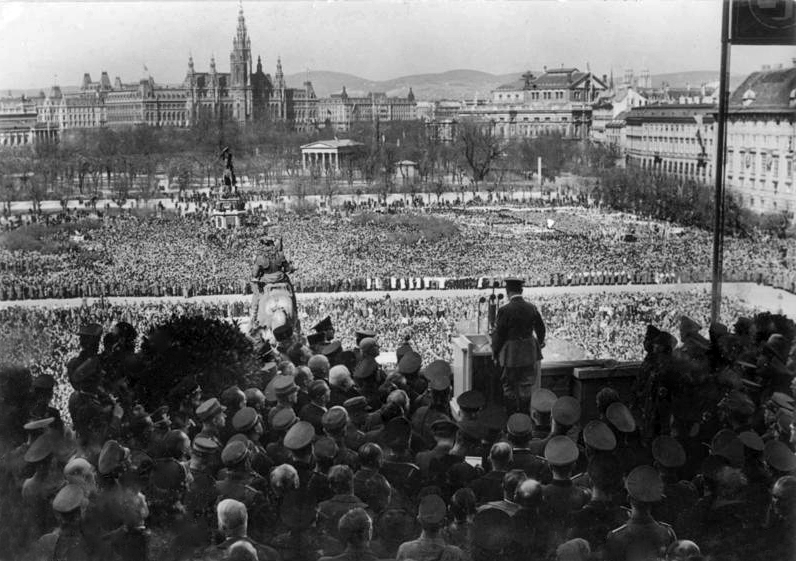
Bécs, Heldenplatz: Adolf Hitler beszédet tart március 15-én

#### Bel- és külpolitikai visszajelzések és azok hatásai
A kormány tagjai között egyetértés jelentkezett abban, hogy a megvalósítás súlyos veszélyeket rejthet. Ugyanezen a véleményen volt Benito Mussolini is, és kifejezte abbéli véleményét, hogy a népszavazás azt a veszélyt hordozza magában, hogy sikere esetén Hitler nem ismerné el, anélkül pedig semmi értéke nem lenne. Az olasz vezető szerint a német katonai előkészületek nem voltak komolyak, ennek ellenére ígéretet tett arra, hogy kormánya a Kamarában nyilatkozatot fog tenni Ausztria függetlenségének érdekében.
Mussolinitől egészen eltérően vélekedett a francia kormány, mely támogatta a népszavazás megrendezését. Gabriel Puaux bécsi francia követ erősen bátorította Schuschniggot terve keresztülvitelében. Puaux és vele együtt a francia kormány nem számolt azzal, hogy Hitler készen áll erőszakkal is megakadályozni.
Mivel Schuschnigg nem látott más kivezető utat a belpolitikai viszonyok rendezésére, Mussolini tanácsa ellenére is kitartott elhatározása mellett, és minden további előkészületet megtett a népszavazás végrehajtására. Emlékirataiban elmagyarázza, hogy úgy látta, a nemzetiszocialistákkal folytatott összes tárgyalás eredménytelenül zárult, mivel „minden engedményt 24 órán belül túlhaladottnak minősítettek és újabb követelések lavináját zúdították a kormányra”.

### A népszavazás kudarcba fulladása és az Anschluss

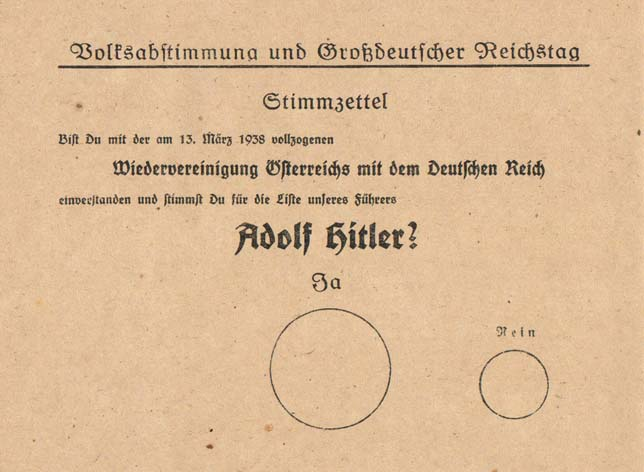
Az április 10-i csatlakozási népszavazás szavazólapja: a nem szavazat karikája feleakkora átmérőjű, mint az igen szavazaté. – V.ö. a pár napon belülre kihirdetett függetlenségi népszavazásra kizárólag igen szavazólap készült, a nem szavazólapot a szavazónak magának kellett házilag elkészítenie.

1938. március 9-én Schuschnigg március 13-ára hirdette ki az osztrák népszavazás dátumát. A szavazásra csak igen szavazólapot nyomtattak – a nem szavazólapot a választó maga kellett elkészítse. Hitler a népszavazás kiírását a berchtesgadeni egyezmény egyértelmű megsértésének tekintette, ezért Berlin kapcsolatba lépett Arthur Seyß-Inquart, németbarát osztrák belügyminiszterrel. Schuschnigg ultimátumot kapott a referendum elhalasztását illetően, amelyet először visszautasított, később mégis engedett, miután értesült arról, hogy német csapatok vonultak fel a német-osztrák határ mentén. A berlini kormány azonban ennyivel nem elégedett meg, és immár az osztrák kancellár lemondását követelte. Német nyomásra Schuschnigg ezt március 11-én meg is tette, az új osztrák kancellár a németbarát Arthur Seyß-Inquart lett, és március 12-én bejelentették az új osztrák nemzetiszocialista kormány kinevezését. Ugyanezen a napon a német hadsereg, a Wehrmacht bevonult Ausztriába, ám harcokra nem került sor, sőt a német katonákat nagy lelkesedéssel fogadták az osztrákok. 1938. március 13-án elfogadására került az a törvény, amely kimondta a Német Birodalom és Ausztria újraegyesülését.
A nemzetközi válasz mérsékelt volt: bár Hitler egyértelműen megszegte a versailles-i békeszerződést, a diplomáciai tiltakozáson kívül sem Nagy-Britannia, sem Franciaország nem tett különösebb lépéseket Hitler terjeszkedésének megakadályozására.
Az április 10-ére meghirdetett csatlakozási népszavazás sikeres lett.

## Az Anschluss gazdasági vonatkozásai
A háborúra készülő Németország számára az Anschluss gazdasági szempontból is nagyon fontos volt. Ausztria gazdag vasérckészletekkel, ólom, cink és molibdén lelőhelyekkel is rendelkezett, frissen kőolajmezőket is felfedeztek. Az Osztrák Nemzeti Bank arany- és valutakészletét 460 millió birodalmi márkára becsülték, ami meghaladta a Német Birodalmi Bank készleteinek értékét. Ausztriának igen jelentős külföldi befektetései és követelései voltak, melyek értékét 900 millió márkára becsülték. idézi  243 nagyobb osztrák üzemet azonnal be is kapcsolhattak a német fegyverkezési programba. Terveket dolgoztak ki az osztrák vastermelés növelésére, Linz környékén egy új vasmű létesítésére. Németország délkelet-európai terjeszkedését is megkönnyítették a térségben található erős osztrák érdekeltségek. 

### Könyvek
- Bukey, Evan Burr (1986). Hitler's Hometown: Linz, Austria, 1908–1945. Indiana University Press. ISBN 0-253-32833-0
- Parkinson, F. (ed.) (1989). Conquering the Past: Austrian Nazism Yesterday and Today. Wayne State University Press. ISBN 0-8143-2054-6
- Pauley, Bruce F. (1981). Hitler and the Forgotten Nazis: A History of Austrian National Socialism University of North Carolina Press. ISBN 0-8078-1456-3
- (németül) Scheuch, Manfred (2005). Der Weg zum Heldenplatz: eine Geschichte der österreichischen Diktatur. 1933–1938. ISBN 3-8258-7712-4
- Schuschnigg, Kurt (1971). The brutal takeover: The Austrian ex-Chancellor's account of the Anschluss of Austria by Hitler. Weidenfeld and Nicolson. ISBN 0-297-00321-6
- (németül) Stuckel, Eva-Maria (2001). Österreich, Monarchie, Operette, und Anschluss: Antisemtismus, Faschismus, und Nationalsozialismus im Fadenkreuz von Ingeborg Bachman und Elias Canetti. Kulturfoerderverein Ruhrg. ISBN 3-931300-09-9
- Az Anschluss és következményei – 70 év távlatából. Nemzetközi tudományos konferenciák. 2008. márc. 11. Budapest. 2008. május 23-25. Balf; összeáll. Botos János, szerk. Szita Szabolcs; Holocaust Dokumentációs Központ és Emlékgyűjtemény Közalapítvány, Bp., 2008
- Fiziker Róbert: Habsburg kontra Hitler. Legitimisták az Anschluss ellen, az önálló Ausztriáért. Az osztrák legitimista mozgalom története, 1918–1945; Gondolat, Bp., 2010
- Manfred Flügge: Nagyváros lélek nélkül. Bécs, 1938; ford. Kurdi Imre; Corvina, Bp., 2019

### Weboldalak
- United States Holocaust Memorial Museum – Library Bibliography: Anschluss (angolul)
- Austrian Historical Commission (angolul)
- Encyclopaedia Britannica, Anschluss cikk (angolul)
- BBC article by Robert Knight, who served on the Historikercommission (angolul)
- Full text of the Moscow Declaration (angolul)
- Simon Wiesenthal Center (angolul)
- Time magazine coverage of the events of the Anschluss (angolul)
- Pictures of Adolf Hitler in Vienna (angolul)
- Anschluss – a soundbite history of the German invasion into Austria Archiválva 2008. december 7-i dátummal a Wayback Machine-ben (angolul)
- Map of Europe at time of Anschluss[halott link] at timejog.com (angolul)